# Luziola caespitosa
Luziola caespitosa är en gräsart som beskrevs av Jason Richard Swallen. Luziola caespitosa ingår i släktet Luziola och familjen gräs. Inga underarter finns listade i Catalogue of Life.